# Chizuru Ikewaki
Chizuru Ikewaki (池脇 千鶴, Ikewaki Chizuru), née à Higashiōsaka (préfecture d'Osaka) le 21 novembre 1981, est une actrice japonaise.

## Filmographie partielle

### Au cinéma
- 1999 : Contes d'Osaka (大阪物語, Ōsaka monogatari?) de Jun Ichikawa : Wakana Shimotsuki
- 2000 : Kinpatsu no sōgen (金髪の草原?) d'Isshin Inudō
- 2003 : Josee, the Tiger and the Fish (ジョゼと虎と魚たち, Joze to tora to sakana-tachi?) d'Isshin Inudō
- 2004 : A Day on the Planet (きょうのできごと, Kyō no dekigoto?) d'Isao Yukisada : Chiyo
- 2008 : 20th Century Boys (20世紀少年, 20-seiki shōnen?) de Yukihiko Tsutsumi
- 2009 : Pandémie (感染列島, Kansen rettō?) de Takahisa Zeze : Mami Manabe
- 2009 : 20th Century Boys, chapitre 2 : Le Dernier Espoir (２０世紀少年 第2章 最後の希望, 20 seiki shōnen: Dai 2 shō - Saigo no kibō?) de Yukihiko Tsutsumi
- 2012 : Shokuzai (贖罪?) de Kiyoshi Kurosawa : Yuka Ogawa (adulte)
- 2013 : Fune o amu (舟を編む?) de Yūya Ishii : Remi Miyoshi
- 2013 : Kyōaku (凶悪?) de Kazuya Shiraishi : Yoko Fujii
- 2013 : Kiyoku yawaku (潔く柔く?) de Takehiko Shinjō (ja)
- 2014 : The Light Shines Only There (そこのみにて光輝, Soko nomi nite hikari kagayaku?) de Mipo O : Chinatsu Ōshiro
- 2016 : Rage (怒り, Ikari?) de Lee Sang-il
- 2018 : Une affaire de famille (万引き家族, Manbiki kazoku?) de Hirokazu Kore-eda : Kie Miyabe
- 2019 : C'est dur d'être un homme : Tora-san pour toujours (男はつらいよ お帰り 寅さん, Otoko wa tsurai yo: Okaeri Tora-san?) de Yōji Yamada : Setsuko Takano
- 2019 : Han sekai (半世界?) de Junji Sakamoto

### À la télévision
- 1998 : Tokugawa Yoshinobu (徳川慶喜?)
- 2000 : Summer Snow (サマー・スノー?)
- 2012 : Shokuzai (贖罪?) de Kiyoshi Kurosawa : Yuka Ogawa (adulte)

## Doublage
- 2002 : Le Royaume des chats (猫の恩返し, Neko no ongaeshi?) de Hiroyuki Morita : Haru (voix - film d'animation)
- 2007 : Piano Forest (ピアノの森, Piano no mori?) de Masayuki Kojima : Reiko Ichinose (voix - film d'animation)

## Distinctions
Sauf indication contraire, les informations mentionnées dans cette section peuvent être confirmées par la base de données cinématographiques IMDb,  présente dans la section « Liens externes ».

### Récompenses
- 1999 : Hōchi Film Award de la meilleure nouvelle actrice pour Contes d'Osaka[1]
- 2000 : prix de la meilleure nouvelle actrice pour Contes d'Osaka aux Japan Academy Prize[2]
- 2000 : prix Kinema Junpō de la meilleure nouvelle actrice pour Contes d'Osaka[3]
- 2000 : grand prix Sponichi du nouveau talent pour Contes d'Osaka[4]
- 2000 : prix du meilleur nouveau venu pour Contes d'Osaka au Festival du film de Yokohama[5]
- 2004 : Japanese Professional Movie Award de la meilleure actrice pour Josee, the Tiger and the Fish[6]
- 2013 : Hōchi Film Award de la meilleure actrice dans un second rôle pour Fune o amu, Kyōaku et Kiyoku yawaku[1]
- 2015 : prix Mainichi de la meilleure actrice dans un second rôle pour The Light Shines Only There[7]
- 2015 : Asian Film Award de la meilleure actrice dans un second rôle pour The Light Shines Only There
- 2020 : prix Mainichi de la meilleure actrice dans un second rôle pour Han sekai[8]

### Sélection
- 2015 : prix de la meilleure actrice pour The Light Shines Only There à la Japan Academy Prize[9]